# Alagútvölgy

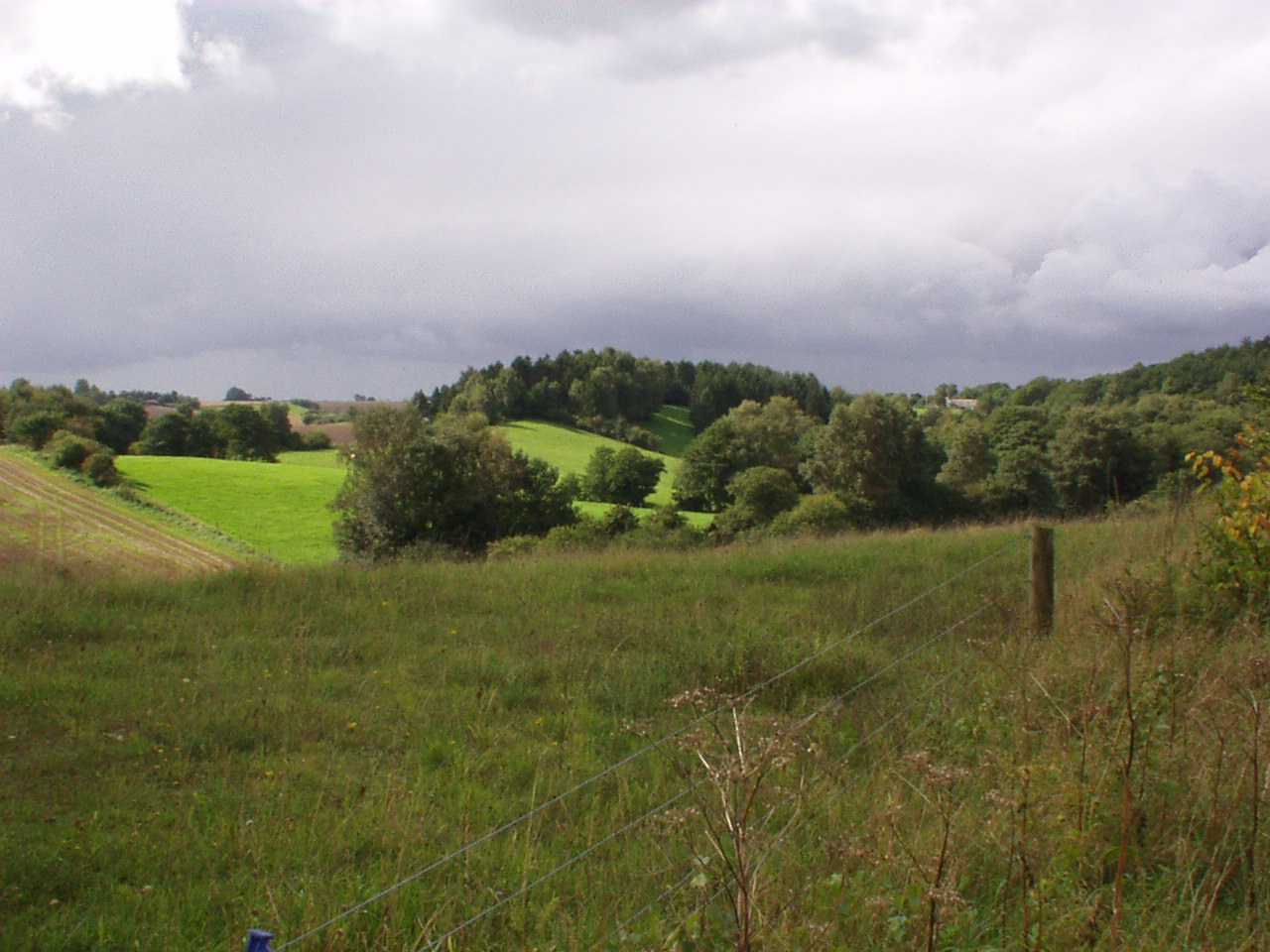

A gleccsercsatorna vagy alagútvölgy a gleccserjég alatt az olvadékvíz eróziós hatására alakul ki (szubglaciális csatorna). Közép-Európában különösen gyakoriak a dániai jégkorszak területén. Jellemzően a talajmorénás tájak részét képezik. A gleccsercsatornák a gleccservölgyekben és a kiöblösödő síkságokon is megtalálhatók az újabb keletű felülnyomódás (pl. a talajmoréna túltöltése) következtében.